# Ескикьой (дем Драма)
Вижте пояснителната страница за други значения на Ескикьой.
Ескикьой (на гръцки: Νικοτσάρας, Никоцарас, до 1927 година Εσκή Κιόι, Ески кьой) е село в Република Гърция, разположено на територията на дем Драма в област Източна Македония и Тракия.

## География
Ески кьой се намира в Драмското поле на 80 m надморска височина, югозападно от град Драма.

## История

### В Османската империя
Етимологията на името на селото идва от турското eskiköy, старо село.
Съгласно статистиката на Васил Кънчов („Македония. Етнография и статистика“) към 1900 година Ески кьой е смесено турско и българо-мохамеданско селище. В него живеят 250 турци и 650 българи-мохамедани.

### В Гърция
През Балканската война в 1912 година селото е освободено от части на българската армия, но след Междусъюзническата война от 1913 година остава в пределите на Гърция. В преброяването от 1913 година селото се споменава като разтурено, а в това от 1920 година фигурира като село с 50 жители.
През 1923 година жителите на Ески кьой са изселени в Турция. През 1928 година в Ески кьой са заселени 79 гръцки семейства с 302 души - бежанци от Турция. През 1927 година името на селото е сменено на Никоцарас по името на едноименния гръцки хайдутин Никоцарас.
След 60-те години започва силно изселване към големите градове. Землището на селото е силно плодородно. Произвежда се памук, жито, фуражни и други земеделски продукти, като е развито и краварството.
| Година    | 1913 | 1920 | 1928 | 1940 | 1951 | 1961 | 1971 | 1981 | 1991 | 2001 | 2011 | 2021 |
| --------- | ---- | ---- | ---- | ---- | ---- | ---- | ---- | ---- | ---- | ---- | ---- | ---- |
| Население | 0    | 50   | 279  | 422  | 406  | 400  | 283  | 257  | 258  | 309  | 322  | 201  |